# Clifford (geslacht)

Familiewapen van Clifford

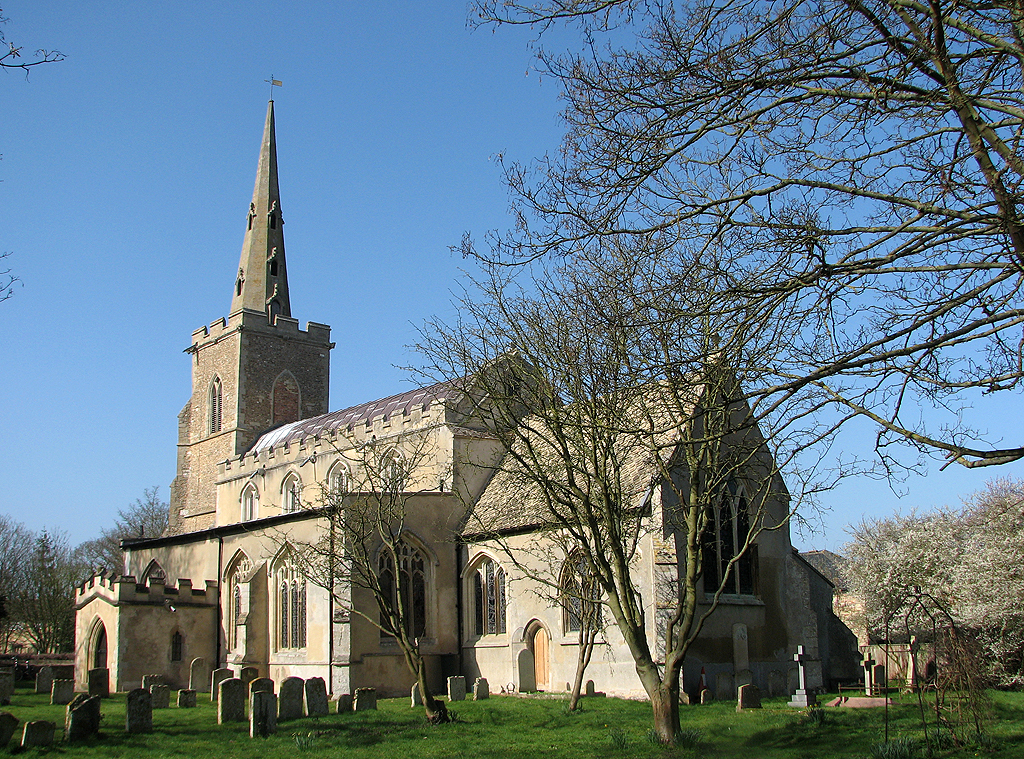
De kerk in Landbeach

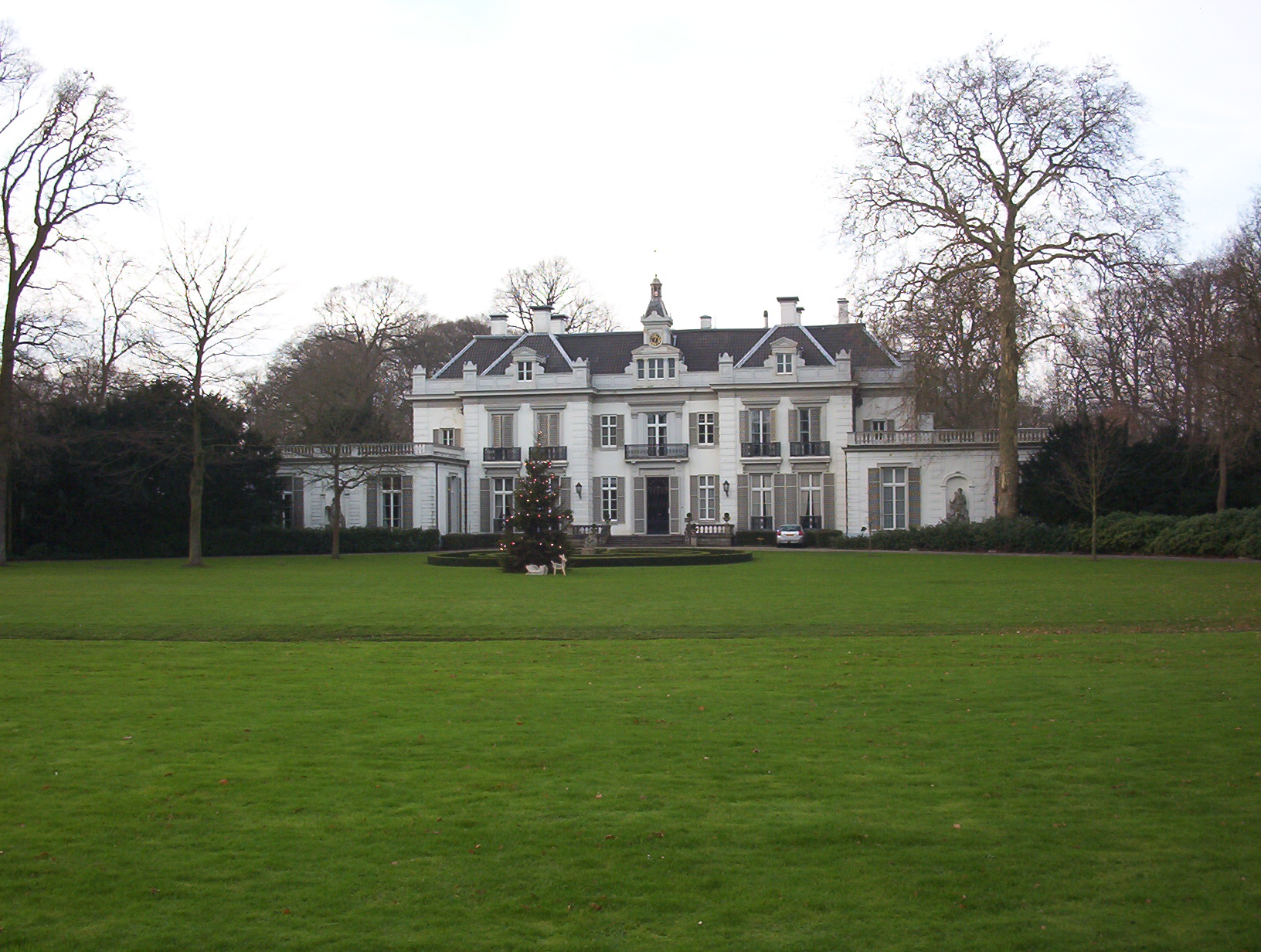
Zicht op de Hartekamp van de Herenweg, in Heemstede

Clifford (ook: Pancras Clifford en Oetgens van Waveren Pancras Clifford) is een oorspronkelijk uit Engeland afkomstig geslacht waarvan een familielid zich tussen 1634 en 1640 in Amsterdam vestigde en de stamvader werd van een Amsterdams regentengeslacht. Leden van het geslacht behoorden sinds 1815 tot de Nederlandse adel, maar de adellijke takken stierven in 2000 uit.

## Geschiedenis
De stamreeks begint met John Clifford, "tenant" in Aylsham (Norfolk) in 1508 en daar in 1518 overleden. Zijn kleinzoon was Henry Clifford, geboren tussen 1539 en 1544 en overleden in 1616, rector van de kerk te Landbeach (Cambridge). Diens zoon Henry (1575-1628) werd rector van de kerk te Stow (Lincolnshire). Een zoon van de laatste, George Clifford (1623-1680), vestigde zich tussen 1634 en 1640 te Amsterdam en stichtte daar het handelshuis van de Cliffords. Hij was de vader van de Amsterdamse bankier George Clifford (1657-1727). Deze George was van 1696-1700 directeur van de Sociëteit van Suriname. Hij woonde aan de Gouden Bocht in Amsterdam en in 1709 kocht hij voor de som van 22.000 guldens het buiten Hartekamp bij Bennebroek. De bank van George en zijn broer Isaac floreerde. Uit 1713 zijn er leningen bekend aan keizer Karel VI van het Heilige Roomse Rijk en koning August III van Polen.
Rond het midden van de achttiende eeuw kwamen de eerste leden van deze familie in het Amsterdamse stadsbestuur. De bank leende regelmatig geld aan banken in Sint-Petersburg en Moskou, de Engelse en Deense overheid en was ook nog bij plantages in Suriname betrokken. Het bankiershuis Clifford en Zn ging echter failliet in 1772 en sleepte daarbij een aantal firma's mee, waaronder Pels & Zonen.
Bij Koninklijk Besluit van 16 september 1815 werden verscheidene leden van het geslacht verheven in de Nederlandse adel. In 1874 werd aan jhr. mr. Hendrik Maurits Cornelis Clifford (1808-1878) de titel van baron bij eerstgeboorte verleend. Met een achterkleindochter van die laatste stierf de adellijke tak in 2000 uit.
Halverwege de negentiende eeuw verhuisde de familie Clifford naar Den Haag. Het familiearchief Clifford is tijdens de Tweede Wereldoorlog op huize Ankum te Dalfsen verbrand.
In 1960 werd de familie opgenomen in het Nederland's Patriciaat.

## Enkele telgen
George Clifford (1623-1680), vestigde zich tussen 1634 en 1640 te Amsterdam en stichtte het handelshuis van de Cliffords
- George Clifford (1657-1727), bankier; trouwde in 1682 met Anna Maria van Schuylenburch (1657-170), lid van de familie Van Schuylenburch
  - George Clifford (1685-1760), bankier, kocht de Hartekamp te Heemstede
    - George Clifford (1708-1757), lid fa. George Clifford & Zoonen, raad en schepen van Amsterdam
      - Johanna Clifford (1733-1797); trouwde in 1762 met mr. Jan Six, vrijheer van Wimmenum, heer van Hillegom en Vromade (1730-1779), raad en schepen van Amsterdam, lid van de familie Six
      - Sara Jacoba Clifford (1734-1787); trouwde in 1752 met Jean Deutz van Assendelft, heer van Heemskerk, Hoogdorp, Noorddorp en Reeuwijk (1725-1755), bankier, lid van de familie Deutz van Assendelft; trouwde in 1759 met mr. Diderick Joan des H.R.Rijksgraaf van Hogendorp, heer van Steenhuysen, baron van Sint Jansteen en Glossenberghe (1731-1789), secretaris van Amsterdam, lid van de familie Van Hogendorp
      - George Clifford (1736-1782), schepen van Amsterdam
      - Gerard Clifford (1738-1770), koopman en aassuradeur
        - jhr. mr. George Clifford (1769-1847), lid van de raad van Amsterdam, lid van de Tweede Kamer, in 1815 verheven in de Nederlandse adel
          - jhr. Gerard Clifford (1807-1870), kamerheer van koningen Willem II en III
          - mr. Hendrik Maurits Cornelis baron Clifford (1808-1878), hofdienaar, vanaf 1877 opperhofmaarschalk van Willem III, werd in 1874 verleend de titel van baron bij eerstgeboorte
            - George Hendrik baron Clifford (1841-1895); trouwde in 1876 met Theodora Adriana Lammerts van Toorenburg (1852-1931); zij hertrouwde in 1895 met kunstschilder jhr. mr. Carel Nicolaas Storm van 's Gravesande (1841-1924)
              - jkvr. Anna Cécile Aurélie Jeanne Clifford (1884-1960), lerares moderne talen, schonk een resterend deel familiepapieren aan het Gemeentearchief Amsterdam, geportretteerd door haar stiefvader en door Jan Toorop[2][3]

            - jhr. mr. Frederik Willem Gerard Clifford (1844-1884), kamerheer van Willem III
            - Hendric Anne baron Clifford (1850-1908), opperhofmaarschalk van koningin Wilhelmina
              - Rodger Frederick Walter baron Clifford (1888-1967), laatste baron Clifford
                - jkvr. Claire Henriette Jacqueline Clifford (1917-2000), laatste adellijke telg van het geslacht Clifford

    - Jan Clifford (1710-1772), lid fa. Clifford & Zoonen, schepen en burgemeester van Amsterdam
      - Jan Albert Clifford (1741-1806), lid fa. Clifford & Zoonen, schepen van Amsterdam
        - mr. Jan Clifford (1768-1823), schepen van Amsterdam, lid van de Tweede Kamer, in 1815 verheven in de Nederlandse adel, maar vervallen door niet lichten

      - Pieter Clifford (1743-1788), lid fa. Clifford & Zoonen
        - Catharina Justina Clifford (1772-1826); trouwde in 1791 met jhr. mr. Jan Teding van Berkhout, heer van Hoenlo (1769-1820), raadsheer, lid van de familie Teding van Berkhout
        - Constantia Jacoba Clifford (1774-1799); trouwde in 1797 met Maurits Jacob Eyck van Zuylichem (1764-1853), erfburggraaf van Zuylichem, wethouder en adjunct-maire van Utrecht, burgemeester van Maartensdijk, lid van de familie Eyck

      - Johanna Wilhelmina Clifford (1756-1820); trouwde in 1779 met mr. Jan de Witt (1755-1809), schepen en raad van Amsterdam, diplomaat

    - Henry Clifford, heer van Hoogersmilde (1711-1787), lid fa. Clifford & Zoonen; trouwde in 1742 met Adriana Margaretha van Marselis, vrouwe van Hoogersmilde (1723-1763)
      - George Clifford, heer van Hoogersmilde (1743-1776), lid fa. Clifford & Zoonen; trouwde in 1765 met Hester Hooft (1748-1795), lid van de familie Hooft, die als weduwe hertrouwde in 1786 met Jan Hendrik van Kinsbergen, graaf van Doggersbank (1735-1819), admiraal
        - Hester Clifford (1766-1826); trouwde in 1789 met mr. Gijsbert Karel graaf van Hogendorp (1762-1834), Nederlands staatsman, lid van het zogenaamde Driemanschap
        - Adriana Margaretha Clifford (1772-1797); trouwde in 1791 met Jacob Unico Wilhelm des H.R. Rijksgraaf van Wassenaer Obdam, heer van Wassenaar, Lage, Twickel, Obdam, Spierdijk, Wogmeer, Hensbroek, Zuidwijk, Kernheim, Weldam en Olidam (1769-1812)

      - Johanna Clifford, vrouwe van Hoogersmilde (1753-1791); trouwde in 1774 met mr. Martinus Alewijn, heer van Hoogersmilde (1747-1807), lid van de familie Alewijn

    - mr. Pieter Clifford (1712-1788), secretaris, schepen, raad en burgemeester van Amsterdam; trouwde in 1738 met Johanna Elisabeth Trip (1719-1750), lid van de familie Trip
      - mr. George Clifford (1741-1785)
        - jhr. mr. Pieter Clifford (1765-1818), schepen van Amsterdam, in 1815 verheven in de Nederlandse adel
          - jhr. George Clifford (1793-1852)
            - jhr. Peter Clifford (1817-1875), hoogheemraad
            - jhr. Anthony Hendrik Clifford (1818-1893)
              - jkvr. Cornelia Catharina Clifford (1852-1916); trouwde in 1874 met Hugo Maurits van der Mersch (1849-1916), lid gemeenteraad en wethouder van Zeist
              - jkvr. Jacoba Henriëtta Marianna Agatha Clifford (1868-1927); trouwde in 1889 met mr. Hendrik Jan Doude van Troostwijk (1862-1925), onder andere burgemeester, lid van de familie Doude van Troostwijk en bewoners van huis Over-Holland

            - jkvr. Maria Anna Clifford (1826-1862); trouwde in 1850 met jhr. mr. Boudewijn Jacobus Ploos van Amstel (1824-1885), vicepresident arrondissementsrechtbank, lid van de familie Ploos van Amstel

        - jhr. mr. Gerard George Clifford (1779-1847), lid van de Tweede en de Eerste Kamer, in 1815 verheven in de Nederlandse adel
          - jhr. George Anthony Clifford (1833-1871), burgemeester

      - mr. Gerbrand Pancras Clifford (1745-1789), schepen van Amsterdam, stamvader van de tak Pancras Clifford
        - Johanna Catharina Pancras Clifford (1776-1812); trouwde in 1799 met mr. Herman Arnoldus Crommelin (1767-1857), schepen, vroedschap, wethouder en burgemeester van Haarlem
        - Pieter Anthony Oetgens van Waveren Pancras Clifford (1779-1827), stamvader van de tak Oetgens van Waveren Pancras Clifford
          - Pieter Anthonij Oetgens van Waveren Pancras Clifford, heer van Waveren, Waverveen, Botshol en Ruige Wilnis (1808-1880), suikerfabrikant
            - Hendrikus Johannes Oetgens van Waveren Pancras Clifford, heer van Waveren, Waverveen, Botshol en Ruige Wilnis (1835-1895), ambtenaar
              - Johanna Françoise Gerarda Oetgens van Waveren Pancras Clifford (1866-1949); trouwde in 1897 met jhr. Marinus Willem de Jonge (1862-1945), burgemeester

## Galerij

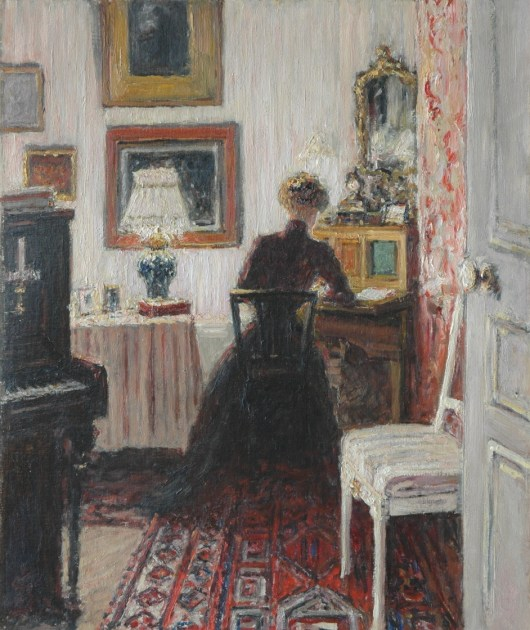
Jkvr. A.C.A.J. (Lily) Clifford, door Carel Nicolaas Storm van 's Gravesande
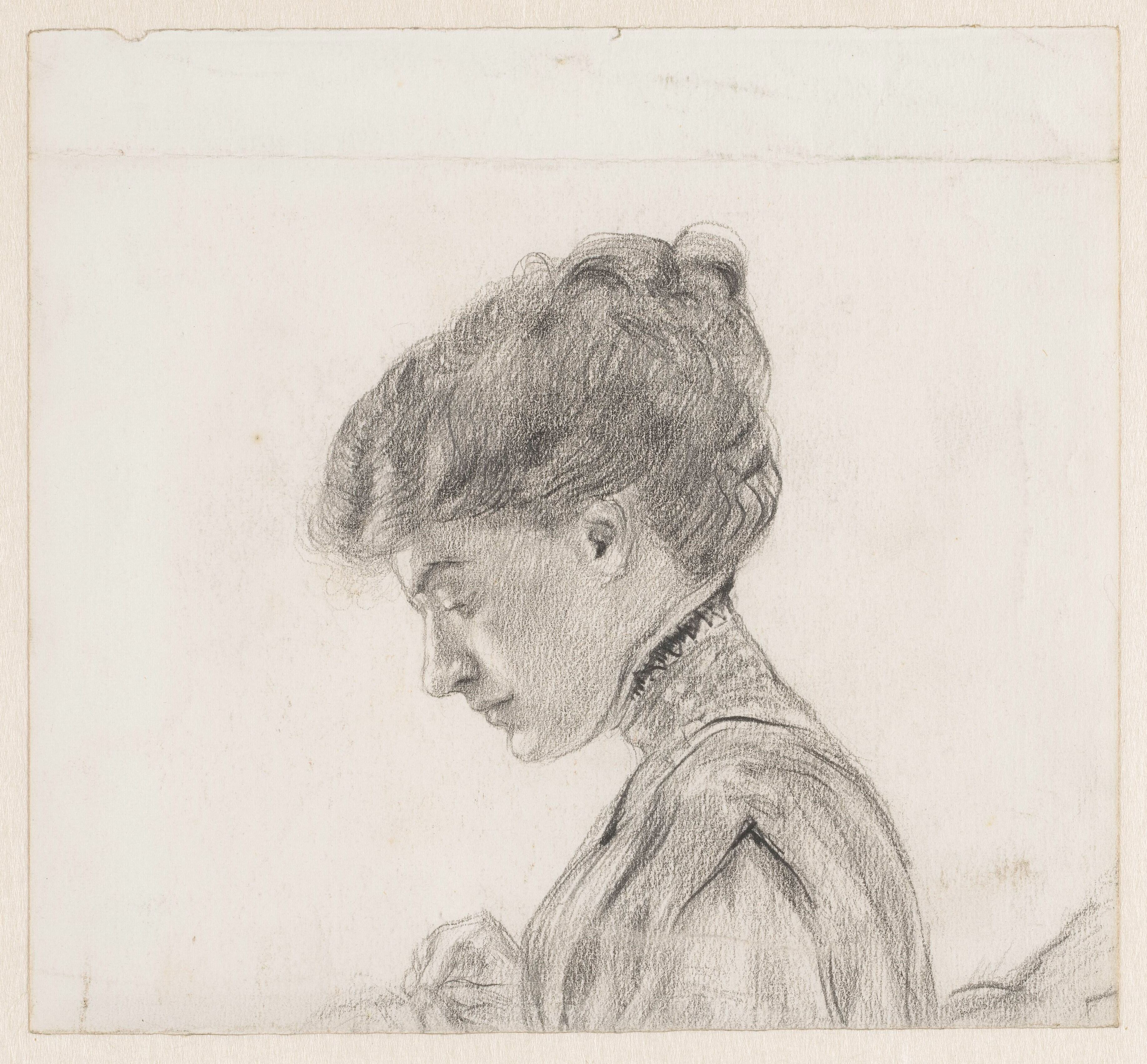
Portret van Freule A.C.A.J. Clifford, door Carel Nicolaas Storm van 's Gravesande
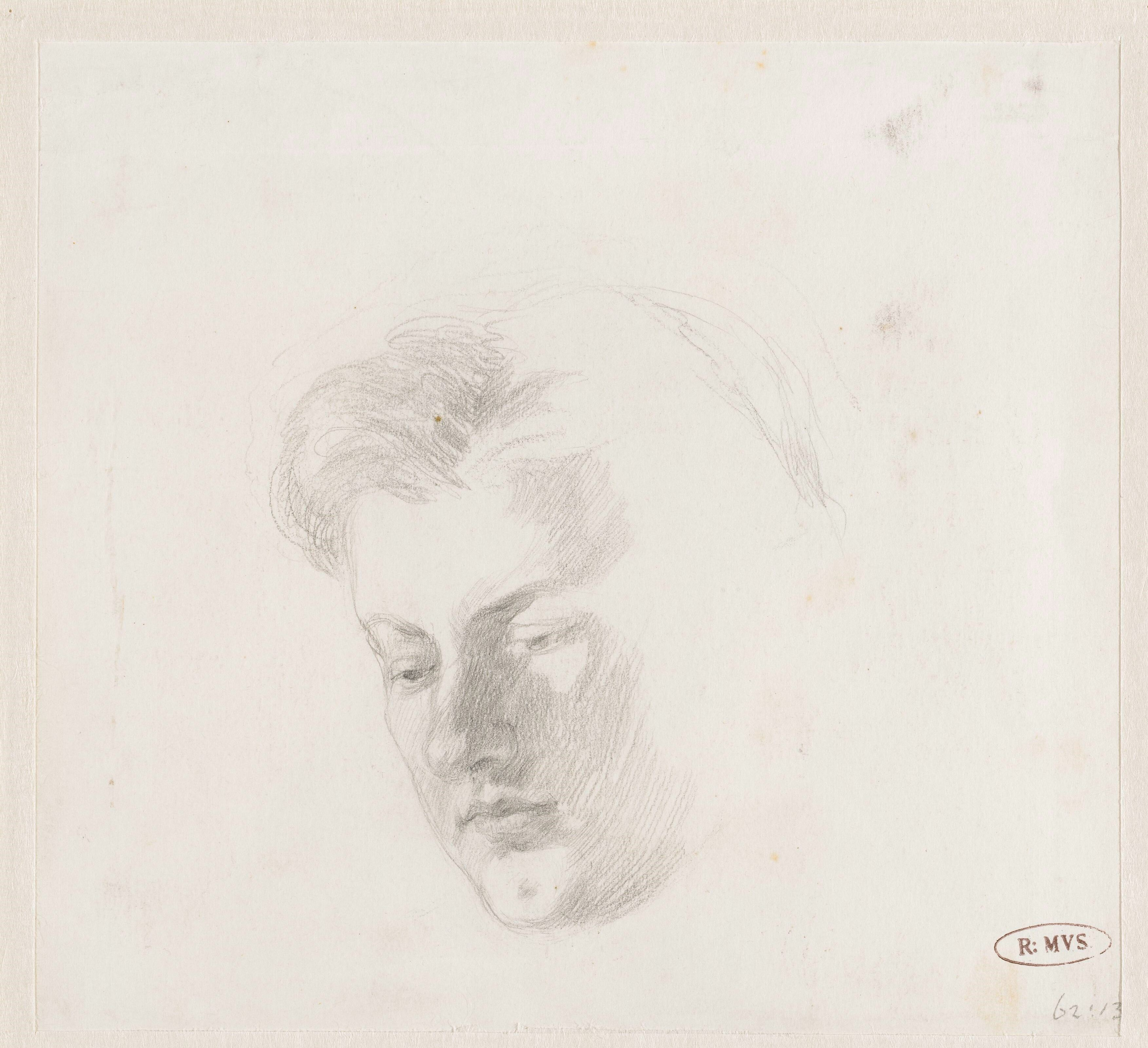
Portretstudie van Freule A.C.A.J. Clifford, door Carel Nicolaas Storm van 's Gravesande
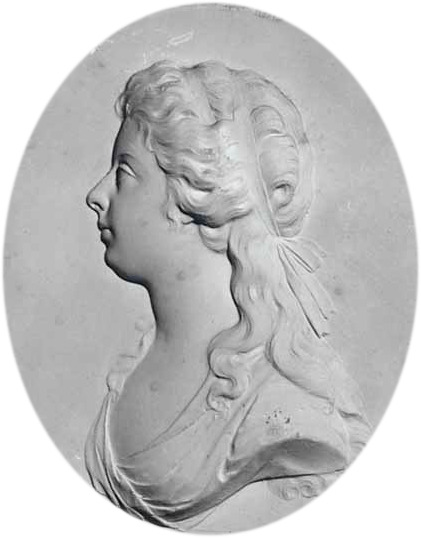
Hester Clifford, echtgenote van Gijsbert Karel van Hogendorp